# Badger, Minnesota
Badger är en ort i Roseau County i delstaten Minnesota, USA.